# Бексли Юнайтед
Бексли Юнайтед (англ. Bexley United Football Club) — бывший футбольный клуб, базировавшийся в Уэллинге (Лондон, Великобритания).
До первой мировой войны одноимённый клуб играл в Кентской лиге, а затем объединился с клубом Бексли. Он был возрождён под названием «Бекслихит и Веллинг» примерно в 1952 году после проведения местной кампании, и вступил в Кентскую лигу.
В 1959 году клуб был избран в Первый дивизион Южной футбольной лиги. В 1961 году он перешёл в высший дивизион Южной лиги, а также единственный раз выиграл Кубок Кента. В 1963 году команда сменила название на «Бексли Юнайтед».
Через четыре сезона после перехода в Высший дивизион «Бексли» снова оказался в Первом дивизионе и оставался там до конца существования клуба. В сезоне 1971—1972 Первый дивизион лиги был реорганизован и клуб перешёл в Первый южный дивизион. В этот момент у клуба начались финансовые проблемы, и он так и не смог оправиться. Футбольный клуб Бексли провёл свою последнюю игру в апреле 1976 года, перед 222 зрителями.

## Бывшие игроки
- Майкл Хэнсон, рекордное количество выступлений за клуб (540+).